# Stadio Tommaso Fattori
Das Stadio Tommaso Fattori ist ein Fußballstadion in der italienischen Stadt L’Aquila, Hauptstadt der Region Abruzzen. Die Anlage, welche nach dem ehemaligen Rugbyspieler und -trainer Tommaso Fattori benannt ist, verfügt über 9200 Plätzen. Bis 2016 war die Sportarena die Heimspielstätte des Fußballclubs L’Aquila Calcio. Inzwischen wird es für Spiele von der örtlichen Rugbymannschaft genutzt.

## Geschichte
Das Stadion wurde 1929 vom Mailänder Architekten Paolo Vietti-Violi entworfen. Die Bauarbeiten wurden jedoch von Mario Gioia und dem Ingenieur Gaetano Lisio geleitet. Das Stadion wurde auf dem Piazza d’Armi, auf welchem zuvor die Spiele ausgetragen wurden, erbaut. Die Baukosten beliefen sich dabei für die Anlage auf circa sechs Millionen Lire.
Am 1. Oktober 1933 wurde die Sportanlage mit dem Spiel L’Aquila Calcio gegen Alma Juventus Fano 1906 eröffnet. Dabei trug das Stadion den Namen Stadio del Littorio. Dieser wurde bereits im Folgejahr in Anlehnung an den Marsch auf Rom in Stadio XXVIII Ottobre geändert. Nach dem Zweiten Weltkrieg erhielt es zunächst den Namen Stadio Comunale (deutsch Städtisches Stadion), ehe es in den 1960er Jahren seinen heutigen Namen erhielt.
1959 wurde das Stadion als Wettkampfstätte für Fußballspiele im Rahmen der Olympischen Sommerspiele 1960 in Rom ausgewählt. Aus diesem Grund wurden am Stadion einige Renovierungsarbeiten vorgenommen. Später wurde die Laufbahn, die sich zwischen dem Spielfeld und der Radrennstrecke befand, entfernt. Ende der 1980er Jahre wurde die Anzeigetafel hinter dem Tor errichtet.
1999 wurde die einzigen Hintertortribüne in einen Heim- und einen Gästesektor geteilt. Durch die Nähe der beiden Sektoren kam es zu Problemen, sodass die Gemeinde an der Viale Croce Rossa einen neuen Eingang für Gästefans errichten ließ. Um eine bessere Sicht auf das Spielfeld zu ermöglichen, wurden in diesem Zuge die alten Eisenwände zwischen den Tribünen und dem Spielfeld entfernt und durch Plexiglasscheiben ersetzt.
2003 wurde mit dem Ausbau der Heimkurve begonnen, welche wegen finanzieller Probleme der Baufirma nie abgeschlossen wurde.
Obwohl durch das Erdbeben von L’Aquila 2009 keine Schäden am Stadio Tommaso Fattori entstanden waren, wurden einige Bereiche für unzugänglich erklärt und die Gesamtkapazität vorübergehend auf 5000 Zuschauer auf Sitzplätzen reduziert. 2016, mit der Eröffnung des Stadio Gran Sasso d’Italia – Italo Acconcia, zog L’Aquila Calcio aus dem Stadio Tommaso Fattori aus.

## Fußballspiele

### Serie A
Obwohl L’Aquila Calcio nie in der Serie A spielte, fanden im Stadio Tommaso Fattori bereits Spiele der Liga statt. Da der SSC Neapel sein Spitzenspiel gegen den AC Mailand nicht in Neapel austragen durfte, fand am 18. Januar 1948 das Spiel in L’Aquila statt. Drei Jahre später durfte AS Rom ein Heimspiel ebenfalls nicht im eigenen Stadion austragen. So wich der Verein gegen den CFC Genua ebenfalls nach L’Aquila aus.

### Zuschauerrekord
In den 1980er Jahren wurde in einem Freundschaftsspiel zwischen AS Rom und US Catanzaro 1929 der Zuschauerrekord des Stadions aufgestellt. Insgesamt verfolgten 18.084 Zuschauer auf den Tribünen und auf der Radrennbahn rund um das Spielfeld das Spiel.

### Länderspiele
| Datum         | Heim      | Gast                          | Ergebnis | Zuschauer | Bemerkungen                  |
| ------------- | --------- | ----------------------------- | -------- | --------- | ---------------------------- |
| 26. Aug. 1960 | Ungarn    | Indien                        | 2:1      | 4118      | Olympische Sommerspiele 1960 |
| 29. Aug. 1960 | Bulgarien | Vereinigte Arabische Republik | 2:0      | 1634      | Olympische Sommerspiele 1960 |
| 1. Sep. 1960  | Dänemark  | Tunesien                      | 3:1      | 1204      | Olympische Sommerspiele 1960 |